# Otroci ze Sokora
Otroci ze Sokora (Slaves of Socorro) je čtvrtý díl fantasy literární série Bratrstvo od australského spisovatele Johna Flanagana. Originál vyšel v roce 2014 v Austrálii u nakladatelství Random House. Český překlad vyšel ve stejný rok u nakladatelství Egmont.

## Děj
Několik měsíců poté, co se Volavky slavně vrátili s Andomalem do Skandie, jsou oberjarlem Erakem vyslání do Araluenu, kde se mají zúčastnit roční hlídky. Před odjezdem Hal nalezne velkou fenu, kterou pojmenuje Kluf. Ta má ovšem zvyk vše ohryzávat a den před odjezdem Volavek ohryže Erakovu vycházkovou hůl a topůrko jeho sekery. Volavky proto musejí z Hallasholmu vyplout na rychlo, aby se vyhli Erakovu hněvu.
Během plavby do Araluenu potkají poškozenou galickou loď, kterou, jak zjistí, přepadl a poškodil jejich krajan Tursgud, ze kterého se stal odpadlík a vyvrhel. Po připlutí do Araluenu za Volavkami přijíždí hraničář Gilan, který jim sděluje, že pro ně má král úkol. Odjezd Volavek ke královskému sídlu je však přerušen skupinou otrokářů, kteří unesou dvanáct obyvatelů blízké vesnice, aby je mohli prodat na trhu v Sokoru. Volavky se vydají otrokářskou loď pronásledovat a zjistí, že se nejedná o nikoho jiného, než o Tursguda a jeho loď Noční vlk. Tursgudovi se podaří Hala vlákat na mělčinu a uprchne jim. Přesto Hal pronásledování nevzdává a spolu se zbytkem posádky a Gilanem odplouvá do Sokora.
V Sokoru Hal vypracuje plán útoku. Protože potřebuje zjistit, jak jsou v Sokoru otroci hlídáni, předstírá, že chce prodat Ingvara jako otroka a během prodeje si s Jesperem prohlídne zabezpečení. O odvedení pozornosti se postará Gilan s Lydií, když na trhnu poblíž vězení založí požár, který přiběhne hasit většina strážných. Útočný oddíl, který tvoří Hal, Thorn, Jesper a Stig, poté bez povšimnutí pronikne do kobky, kde si bez problému poradí s osmi ospalými strážnými a pustí na svobodu otroky a Ingvara. Spolu s otroky s Araluenu se poté vrátí na Volavku, kde je čeká ještě jeden těžký úkol, proniknout kolem obřích katapultů v přístavu. Při odjezdu se je pokusí pronásledovat Tursgudův Noční vlk, který se ovšem díky tomu, že Hal připevnil lano z pobřeží k zadnímu vazu Nočního vlka, roztříští na kousky a během pár chvil i s Tursgudem potopí. Poté se Halovi povede proplout mezi katapulty a odvést otroky zpět do Araluenu.